# Stepan Wytwyzkyj

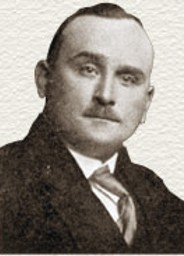
Stepan Wytwyzkyj

Stepan Porfyrowytsch Wytwyzkyj (ukrainisch Степан Порфирович Витвицький; * 13. März 1884 in Uhornyky, Königreich Galizien und Lodomerien, Österreich-Ungarn; † 9. Oktober 1965 in New York City, Vereinigte Staaten) war ein ukrainischer Jurist, Diplomat und Politiker. Er war von März 1954 bis zu seinem Tod der zweite Präsident der Ukrainischen Volksrepublik im Exil.

## Leben
Wytwyzkyj wurde in eine Lehrerfamilie hineingeboren und ging in Stanislau zur Schule. Er studierte Recht an der Lemberger Universität und darauf folgend an der Universität in Wien, wo er 1910 wo einen Doktortitel in Recht erhielt und daraufhin als Rechtsanwalt in Drohobytsch arbeitete.
Nach Gründung der Westukrainischen Volksrepublik wurde er als Mitglied des ukrainischen nationaldemokratischen Partei Abgeordneter in deren Parlament und vertrat diese auch außenpolitisch. Er war zudem Mitverfasser des Gesetzes zur Vereinigung der Westukrainischen Republik mit der Ukrainischen Volksrepublik.
1924 arbeitete er erneut in seiner Anwaltskanzlei in Drohobytsch, blieb aber als führende Persönlichkeit der ukrainischen nationaldemokratischen Partei (UNDO) politisch aktiv. So war er zwischen 1935 und 1939 Abgeordneter in der polnischen Sejm.
1939 emigrierte er in den Westen und beteiligte sich 1945 an der Gründung des mitteleuropäischen ukrainischen Einwanderungsbüro in Deutschland, dessen Leiter der Rechtsabteilung er wurde. 1948 war Wytwyzkyj an der Gründung des ukrainischen Nationalrats (PA) beteiligt, als dessen bevollmächtigter Vertreter er 1951 in die USA ging. Im März 1954 wählte man ihn, in Nachfolge von Andrij Liwyzkyj, zum Vorsitzenden des Direktoriums der Ukrainischen Volksrepublik im Exil (Präsident der ukrainischen Exilregierung).
Wytwyzkyj starb im Alter von 81 Jahren in New York City und wurde auf dem St.-Andrew-Friedhof in South Bound Brook, New Jersey beerdigt.